# No Leaf Clover
«No Leaf Clover» (укр. Конюшина без листків) — пісня американського рок-гурту Metallica, що 1999 року увійшла до альбому S&M та 2000 року вийшла як сингл.

## Історія пісні
«No Leaf Clover» стала однією з двох нових пісень Metallica, зіграних із Симфонічним оркестром Сан-Франциско 1999 року, що потім увійшли до концертного альбому S&M (другою стала «- Human»).
Альбомне аранжування «No Leaf Clover» починається з програшу у виконанні мідних духових та ударних інструментів. Потім йде програш на чистій електрогітарі, а за ним — важка гітарна партія, яка продовжується в куплеті. Протягом всієї пісні співак Джеймс Гетфілд чергує потужне гарчання із ніжним наспівуванням, розказуючи історію людини, яка втратила контроль над своїм життям, чи то внаслідок слави, чи то через наркотики. У приспіві головний герой розуміє, що світло в кінці тунелю — це насправді вогні потягу, що наближається.
20 березня 2000 року «No Leaf Clover» вийшла синглом, який також містив концертний відеокліп, фотогалерею, скринсейвер, тексти пісень з альбому та документальне відео S&M. До австралійської версії максісинглу також увійшли концертні версії пісень «One» та «Enter Sandman».

## Учасники запису
- Джеймс Гетфілд — гітара, спів;
- Ларс Ульріх — ударні;
- Кірк Гемметт — гітара;
- Джейсон Ньюстед — бас-гітара[1].

## Список пісень
| Міжнародний сингл — Частина 1 | Міжнародний сингл — Частина 1         | Міжнародний сингл — Частина 1 |
| #                             | Назва                                 | Тривалість                    |
| ----------------------------- | ------------------------------------- | ----------------------------- |
| 1.                            | «No Leaf Clover» (Live)               |                               |
| 2.                            | «No Leaf Clover» (Slice & Dice Video) |                               |
| 3.                            | «S&M Documentary Pt. 1»               |                               |

| Міжнародний сингл — Частина 2 | Міжнародний сингл — Частина 2 | Міжнародний сингл — Частина 2 |
| #                             | Назва                         | Тривалість                    |
| ----------------------------- | ----------------------------- | ----------------------------- |
| 1.                            | «No Leaf Clover» (Live)       |                               |
| 2.                            | «Photo Gallery/Album Lyrics»  |                               |
| 3.                            | «S&M Documentary Pt. 2»       |                               |

| Міжнародний сингл — Частина 3 | Міжнародний сингл — Частина 3 | Міжнародний сингл — Частина 3 |
| #                             | Назва                         | Тривалість                    |
| ----------------------------- | ----------------------------- | ----------------------------- |
| 1.                            | «No Leaf Clover» (Live)       |                               |
| 2.                            | «Metallica Screensaver»       |                               |
| 3.                            | «S&M Documentary Pt. 3»       |                               |

| Максісингл (Австралія) | Максісингл (Австралія)   | Максісингл (Австралія) |
| #                      | Назва                    | Тривалість             |
| ---------------------- | ------------------------ | ---------------------- |
| 1.                     | «No Leaf Clover» (Live)  |                        |
| 2.                     | «One» (Live)             |                        |
| 3.                     | «Enter Sandman» (Live)   |                        |
| 4.                     | «No Leaf Clover» (Video) |                        |
| 5.                     | «S&M Documentary»        |                        |

## Список видань
Пісня «No Leaf Clover» з'являлася на наступних релізах Metallica:
- 1999 — S&M (концертний альбом)
- 2000 — «No Leaf Clover» (сингл)
- 2006 — The Videos: 1989—2004 (збірка відеокліпів)
- 2009 — Guitar Hero: Metallica (комп'ютерна гра)
- 2010 — Fan Can VI (бокс-сет)
- 2020 — S&M2 (концертний альбом)[1]